# جائزة بوليتزر عن فئة الصحافة الوطنية
جائزة بوليتزر عن فئة الصحافة الوطنية (بالإنجليزية: Pulitzer Prize for National Reporting)‏ هي واحدة من أربعة عشر جائزة بوليتزر تقدمها سنويًا جامعة كولومبيا بنيويورك في الولايات المتحدة الأمريكية للصحافة. بدأ العمل بها رسميًا منذ عام 1942، وتُمنح للتغطيات الصحفية المميزة للشئون الوطنية التي نشرت خلال العام. في أول ستة سنوات لمنحها في الفترة من 1942 حتى عام 1947، كانت تُسمى جائزة بوليتزر عن فئة الصحافة التلغرافية الوطنية. وبدءًا من عام 1980، بدأ الإعلان عن عملين آخرين دخلا التصفيات الأخيرة للجائزة، ليتم بذلك الإعلان عن الفائز إلى جانب أصحاب المركزين الآخرين.
تحظى هذه الجوائز، التي مولت في الأساس بمنحة من رائد الصحافة الأمريكي جوزيف بوليتزر بتقدير كبير. وتمنح جامعة كولومبيا الجوائز بتوصية من هيئة جوائز بوليتزر، المكونة من محكمين تعينهم الجامعة نفسها ويصل عدد الجوائز الممنوحة سنويًا إلى واحد وعشرين جائزة.

## وصلات خارجية
- الموقع الرسمي.
- الفائزين السابقين والمرشحين حسب الفئة.